# La Brée-les-Bains
La Brée-les-Bains est une commune du Sud-Ouest de la France, située sur l'île d'Oléron, dans le département de la Charente-Maritime (région Nouvelle-Aquitaine).
Ses habitants sont appelés les Brénais et les Brénaises.

## Géographie

### Localisation
La commune de La Brée-les-Bains se situe dans la partie septentrionale de l'île d'Oléron, dans le nord-ouest du département de la Charente-Maritime.
Sur un plan plus général, la commune de La Brée-les-Bains est localisée dans la partie Sud-Ouest de la France, au centre de la côte atlantique dont elle est riveraine, faisant partie du « Midi atlantique ».
Située entre le territoire communal de Saint-Georges-d'Oléron, au sud, et celui de Saint-Denis-d'Oléron, au nord-ouest, la commune de la Brée-les-Bains possède la deuxième plus petite superficie parmi toutes les communes de l'île d'Oléron, avec 7,27 km2, après Le Grand-Village-Plage.
La partie littorale de la commune, baignant le pertuis d'Antioche et faisant face à l'île de Ré et à la Rochelle, est presque entièrement urbanisée ; en outre, la majeure partie des habitations de la commune se situe à moins de 500 m de la mer. Les plages de la Brée-les-Bains assurent le potentiel balnéaire de la commune.
La partie occidentale de la commune est faite de champs ; au sud-est, on trouve des marais ainsi qu'un centre ostréicole.

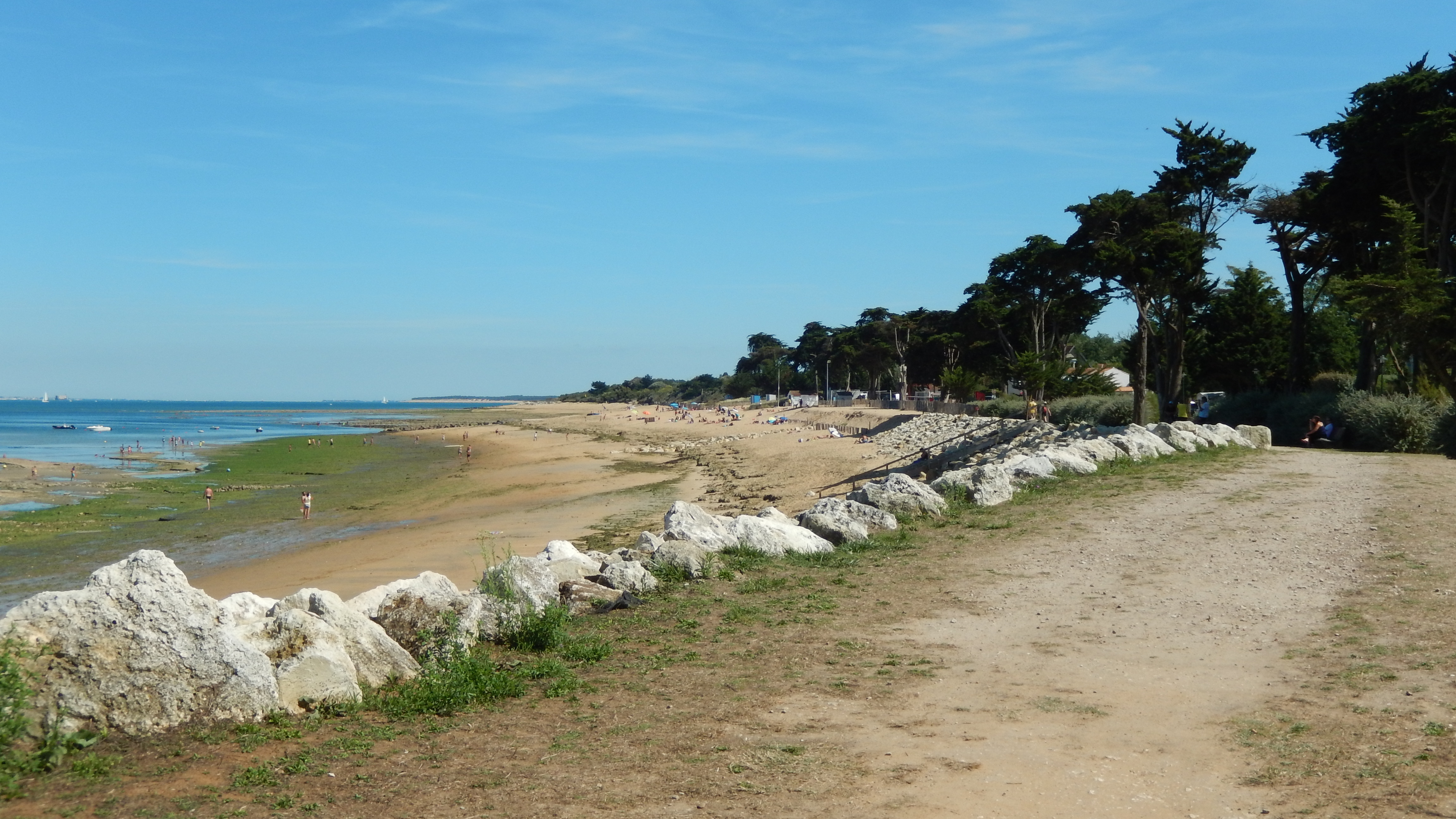
La plage de Planginot.
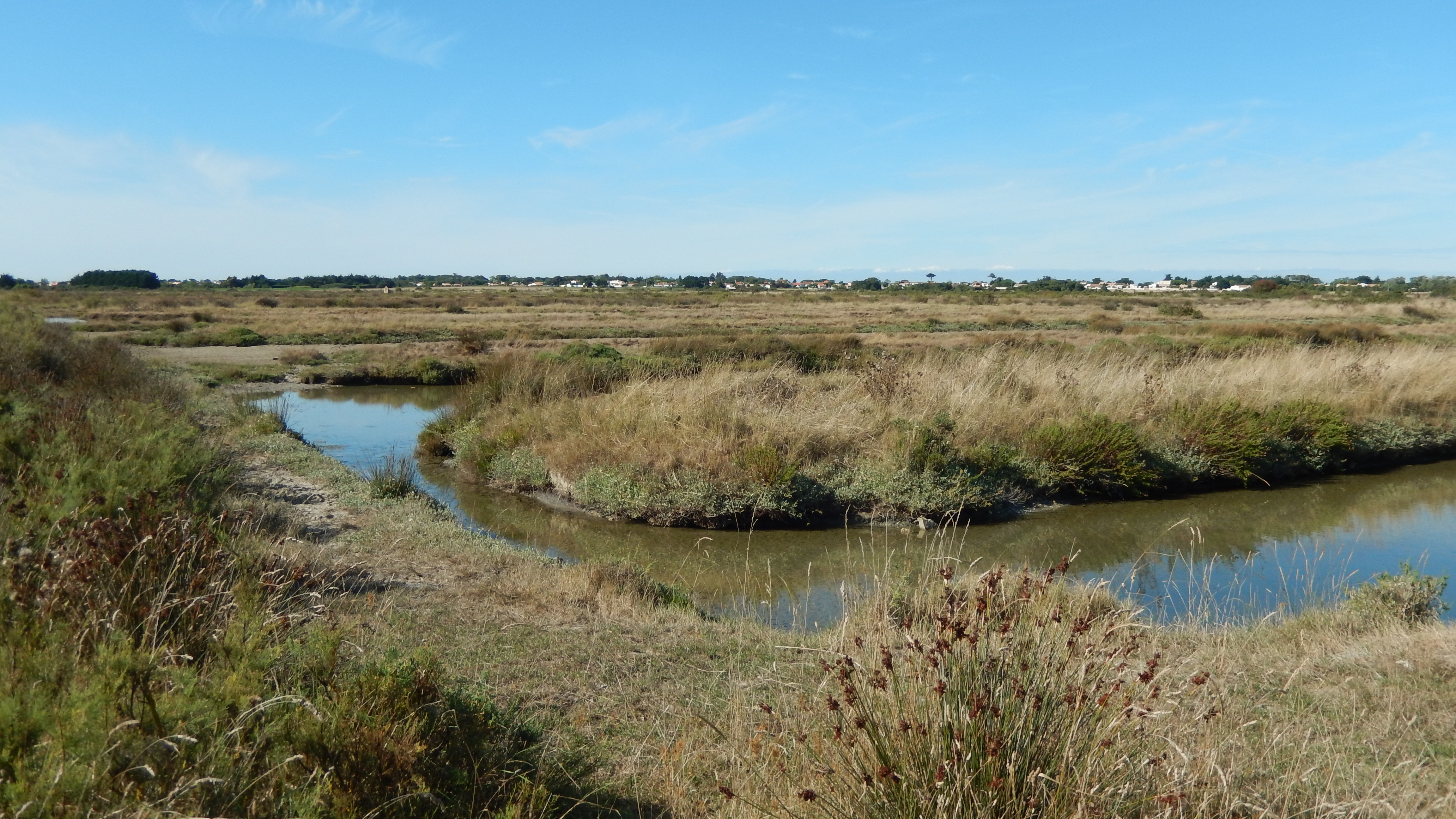
Les marais, près du chenal du Douhet.

## Urbanisme

### Typologie
Au 1er janvier 2024, La Brée-les-Bains est catégorisée commune rurale à habitat dispersé, selon la nouvelle grille communale de densité à 7 niveaux définie par l'Insee en 2022.
Elle appartient à l'unité urbaine de Saint-Denis-d'Oléron, une agglomération intra-départementale dont elle est une commune de la banlieue,. La commune est en outre hors attraction des villes,.
La commune, bordée par l'océan Atlantique, est également une commune littorale au sens de la loi du 3 janvier 1986, dite loi littoral. Des dispositions spécifiques d’urbanisme s’y appliquent dès lors afin de préserver les espaces naturels, les sites, les paysages et l’équilibre écologique du littoral, tel le principe d'inconstructibilité, en dehors des espaces urbanisés, sur la bande littorale des 100 mètres, ou plus si le plan local d’urbanisme le prévoit.

### Occupation des sols
L'occupation des sols de la commune, telle qu'elle ressort de la base de données européenne d’occupation biophysique des sols Corine Land Cover (CLC), est marquée par l'importance des territoires agricoles (47 % en 2018), en diminution par rapport à 1990 (70,8 %). La répartition détaillée en 2018 est la suivante : 
cultures permanentes (22,8 %), zones agricoles hétérogènes (22,4 %), zones urbanisées (21,1 %), zones humides intérieures (18,7 %), zones humides côtières (8,5 %), espaces verts artificialisés, non agricoles (4,6 %), prairies (1,9 %), eaux continentales (0,1 %). L'évolution de l’occupation des sols de la commune et de ses infrastructures peut être observée sur les différentes représentations cartographiques du territoire : la carte de Cassini (XVIIIe siècle), la carte d'état-major (1820-1866) et les cartes ou photos aériennes de l'IGN pour la période actuelle (1950 à aujourd'hui).

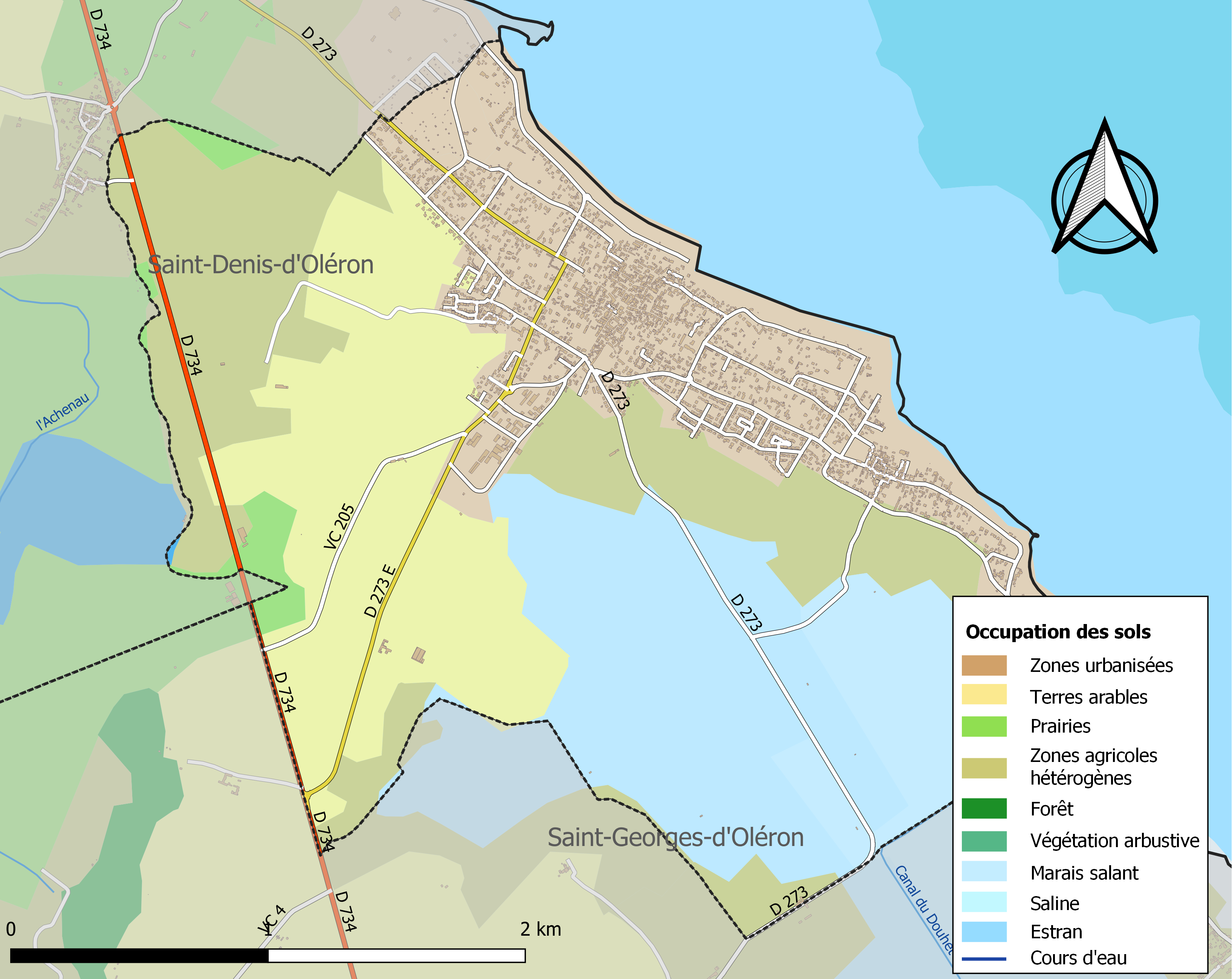
Carte des infrastructures et de l'occupation des sols de la commune en 2018 (CLC).

### Risques majeurs
Le territoire de la commune de La Brée-les-Bains est vulnérable à différents aléas naturels : météorologiques (tempête, orage, neige, grand froid, canicule ou sécheresse), inondations, feux de forêts, mouvements de terrains et séisme (sismicité modérée). Il est également exposé à un risque technologique,  le transport de matières dangereuses. Un site publié par le BRGM permet d'évaluer simplement et rapidement les risques d'un bien localisé soit par son adresse soit par le numéro de sa parcelle.

#### Risques naturels
La commune fait partie du territoire à risques importants d'inondation (TRI) du littoral charentais-maritime, regroupant 40 communes concernées par un risque de submersion marine de la zone côtière, un des 21 TRI qui ont été arrêtés fin 2012 sur le bassin Adour-Garonne et confirmé en 2018 lors du second cycle de la Directive inondation, mais annulé en 2020. Les submersions marines les plus marquantes des XXe et XXIe siècles antérieures à 2019 sont celles liées à la tempête du 9 février 1924, à la tempête du 15 février 1957, aux tempêtes Lothar et Martin des 26 et 27 décembre 1999 et à la tempête Xynthia des 27 et 28 février 2010. D’une violence exceptionnelle, la tempête Xynthia a fortement endommagé le littoral de la Charente Maritime : douze personnes ont perdu la vie (essentiellement par noyade), des centaines de familles ont dû être relogées, et, sur un linéaire de l’ordre de 400 km de côte et de 225 km de défenses contre la mer, environ la moitié de ces ouvrages a subi des dommages plus ou moins importants. C’est environ 5 000 à 6 000 bâtiments qui ont été submergés et 40 000 ha de terres agricoles. La commune a été reconnue en état de catastrophe naturelle au titre des dommages causés par les inondations et coulées de boue survenues en 1982, 1999 et 2010,.
La Brée-les-Bains est exposée au risque de feu de forêt du fait de la présence sur son territoire du massif de l'Ile d’Oléron, un massif classé à risque dans le plan départemental de protection des forêts contre les incendies (PDPFCI), élaboré pour la période 2017-2026 et qui fait suite à un plan 2007-2016. Les mesures individuelles de prévention contre les incendies sont précisées par divers arrêtés préfectoraux et s’appliquent dans les zones exposées aux incendies de forêt et à moins de 200 mètres de celles-ci. L’article L.131-1 du code forestier et l’arrêté du 2 décembre 2020 règlementent l'emploi du feu en interdisant notamment d’apporter du feu, de fumer et de jeter des mégots de cigarette dans les espaces sensibles et sur les voies qui les traversent sous peine de sanctions. Un autre arrêté du 2 décembre 2020 rend le débroussaillement obligatoire, incombant au propriétaire ou ayant droit,,,.

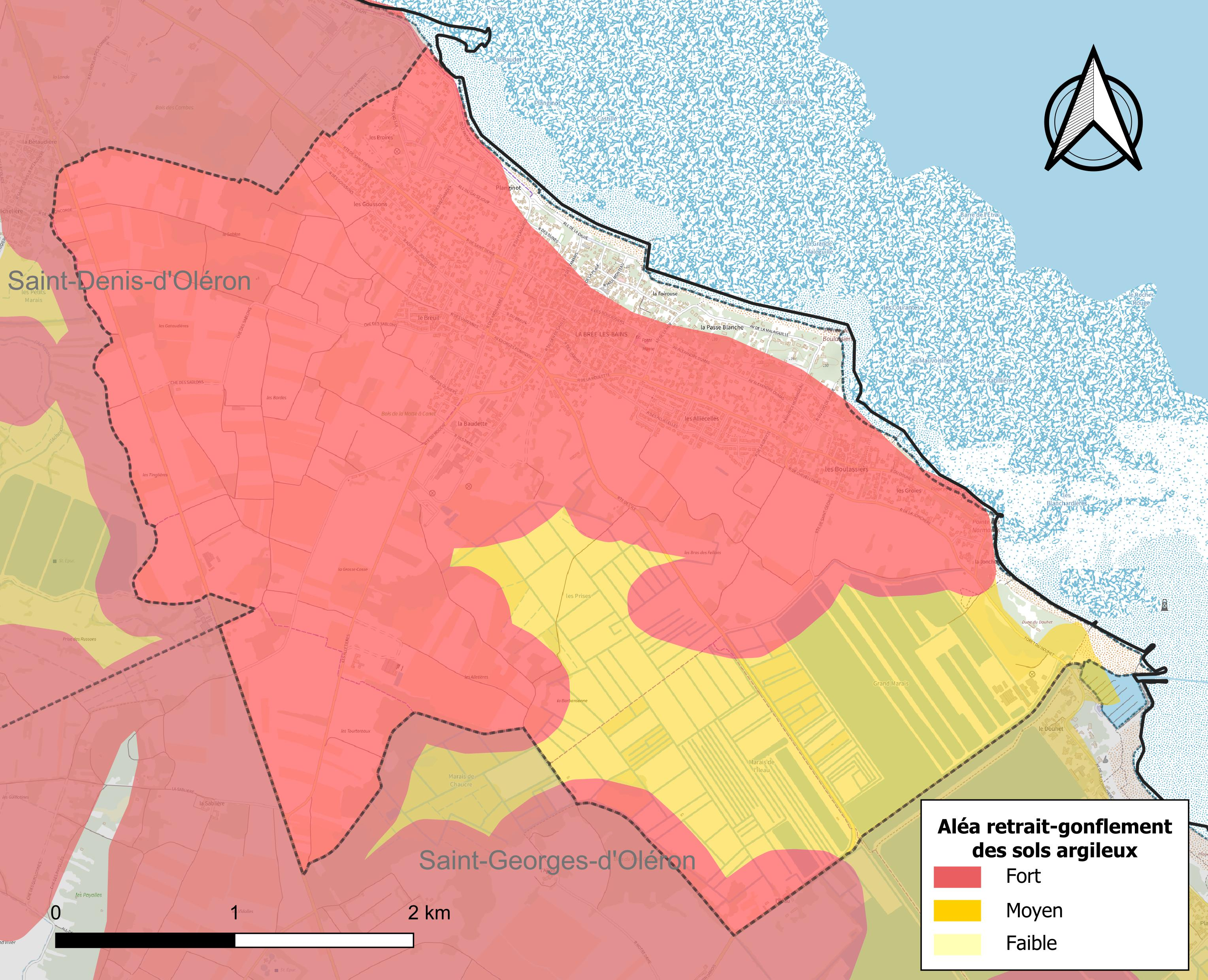
Carte des zones d'aléa retrait-gonflement des sols argileux de La Brée-les-Bains.

Les mouvements de terrains susceptibles de se produire sur la commune sont des tassements différentiels.
Le retrait-gonflement des sols argileux est susceptible d'engendrer des dommages importants aux bâtiments en cas d’alternance de périodes de sécheresse et de pluie. 95,8 % de la superficie communale est en aléa moyen ou fort (54,2 % au niveau départemental et 48,5 % au niveau national). Sur les 1 979 bâtiments dénombrés sur la commune en 2019,  1 757 sont en aléa moyen ou fort, soit 89 %, à comparer aux 57 % au niveau départemental et 54 % au niveau national. Une cartographie de l'exposition du territoire national au retrait gonflement des sols argileux est disponible sur le site du BRGM,.
Par ailleurs, afin de mieux appréhender le risque d’affaissement de terrain, l'inventaire national des cavités souterraines permet de localiser celles situées sur la commune.
Concernant les mouvements de terrains, la commune a été reconnue en état de catastrophe naturelle au titre des dommages causés par la sécheresse en 1989, 1991, 2003, 2005, 2011 et 2018 et par des mouvements de terrain en 1999 et 2010.

#### Risques technologiques
Le risque de transport de matières dangereuses sur la commune est lié à sa traversée par une ou des infrastructures routières ou ferroviaires importantes ou la présence d'une canalisation de transport d'hydrocarbures. Un accident se produisant sur de telles infrastructures est susceptible d’avoir des effets graves sur les biens, les personnes ou l'environnement, selon la nature du matériau transporté. Des dispositions d’urbanisme peuvent être préconisées en conséquence.

## Histoire
Le village se trouvait entre deux lagunes. Ce site est occupé depuis l'âge de pierre.
La Brée est aussi connue pour quelques naufrages, comme celui de Saint-Eutrope (fondateur du diocèse de Saintes au IVe siècle) de tradition légendaire aux Huttes (Les Trois-Pierres) et celui du « Jeune Henri » venant d'Amérique par des émigrants rentrant au pays en 1820.
Le moulin est le plus ancien monument identifié à La Brée ; il date du XVIIe siècle. Plusieurs orthographes du nom ont existé : La Brée, La Bray ou La Braye, la première étant la plus fréquente. 
À la fin du Moyen Âge, religieux et petite noblesse se partagent les terres. La vigne et la culture sont les activités principales de la commune, avec la pêche côtière, dans les écluses ou sur l'estran. Puis les marais salants occupent les deux lagunes. Le sel est exporté vers les pays du Nord. Une crêperie sur le port du Douhet occupe l'ancien poste des douanes et le quai situé en amont du chenal est le « Quai des Douaniers ».
Au XIXe siècle, La Brée connaît son moment de gloire littéraire, grâce à Pierre Loti. Il est séduit par « une population accueillante » et par des paysages qu'il évoque dans le Roman d'un enfant. De belles maisons fleurissent, occupées à la belle saison par la bourgeoisie et environnées de terres entretenues par des fermiers.
Vers 1865, le Phylloxera (puceron ravageur de la vigne) décime les vignobles et ruine leurs propriétaires. Beaucoup de terres sont rachetées par d'anciens fermiers, à bas prix. Le vignoble détruit est remplacé par des vignes américaines, beaucoup plus résistantes et qui font leur prospérité.[réf. nécessaire]
Pendant la Deuxième Guerre mondiale, l'île est placée en zone interdite par l'administration allemande et couvrant la base sous-marine de la Pallice
. La libération d'Oléron a lieu les 30 avril et 1er mai 1945, à une semaine de la capitulation allemande, un an après le débarquement en Normandie.
Après cette date et avec la généralisation des congés d'été, l'île et ses plages attirent de nombreux vacanciers. La Brée se trouve dans un lieu stratégique avec une plage sûre au cœur du village, avec des lieux de pêche réputés et un charme indéniable.

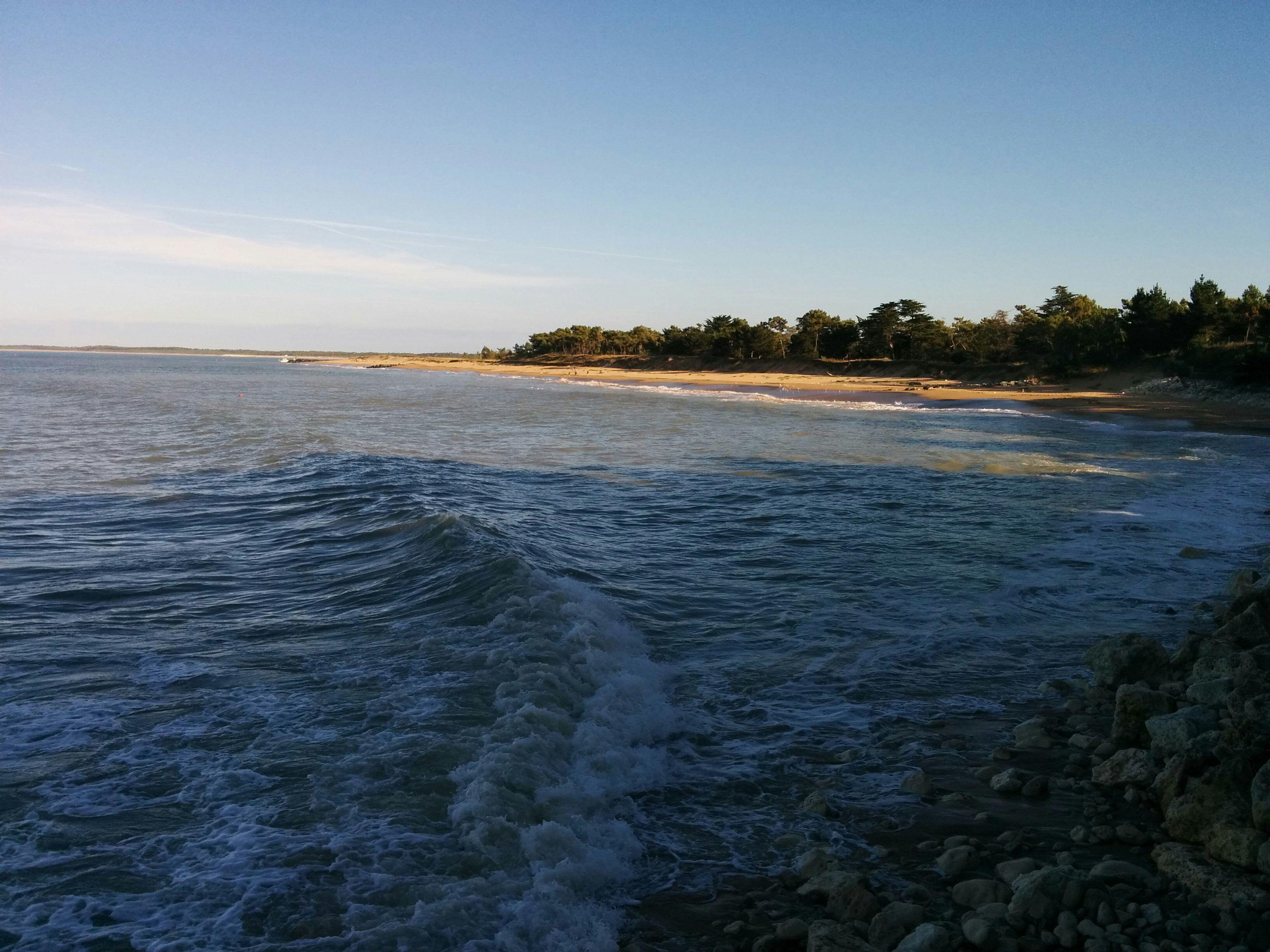

En 1953, La Brée devient la commune de La Brée-les-Bains, par détachement de Saint-Georges-d'Oléron.
Le leader de l'indépendance de la commune est Maurice Morandeau[réf. nécessaire]. Aujourd'hui, la salle polyvalente et une rue portent son nom. Depuis lors, neuf maires et environ 115 élus se sont succédé pour faire vivre et transformer la commune. La population a beaucoup changé : la population autrefois majoritairement native de l'île est remplacée par une population de citadins retraités. Les artisans sont toujours florissants dans le domaine du bâtiment, des services, des commerces et un marché couvre localement la plupart des besoins des Brénais.

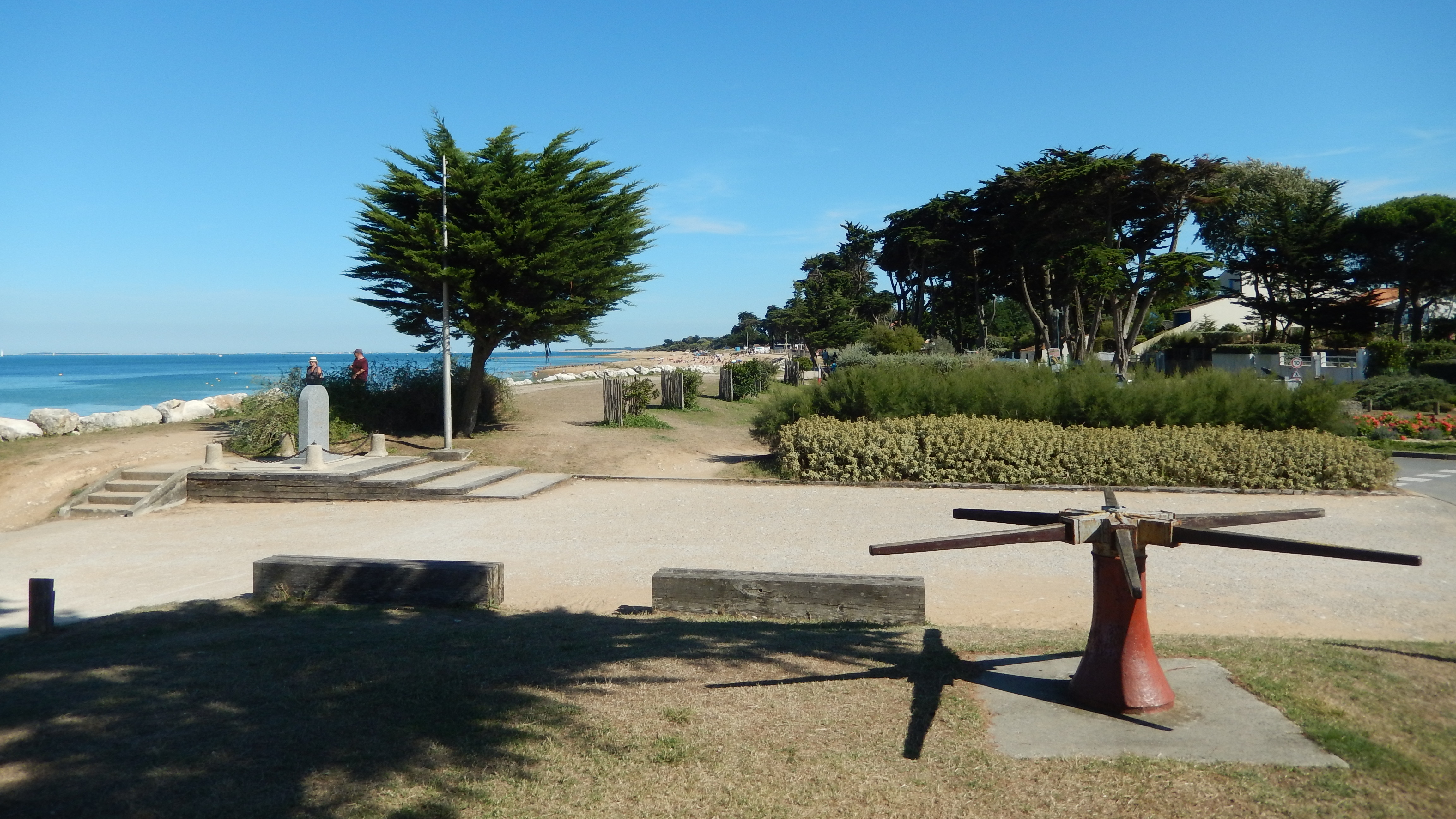
Planginot, un quartier à vocation balnéaire.

Le tourisme s'est aussi transformé, passant d'installations de camping à des locations de villas. La Brée les Bains redevient une destination touristique depuis l'ouverture du Moulin de la Brée en 2023 ,.

### Héraldique
| Blason | Blasonnement : De gueules au moulin à vent de trois niveaux à retrait couvert d’argent, à la champagne cousue d’azur chargée d’une grappe de raisin tigée et feuillée d’or, au comble aussi cousu d’azur losangé de cinq pièces aussi d’or. |

## Administration

### Liste des maires

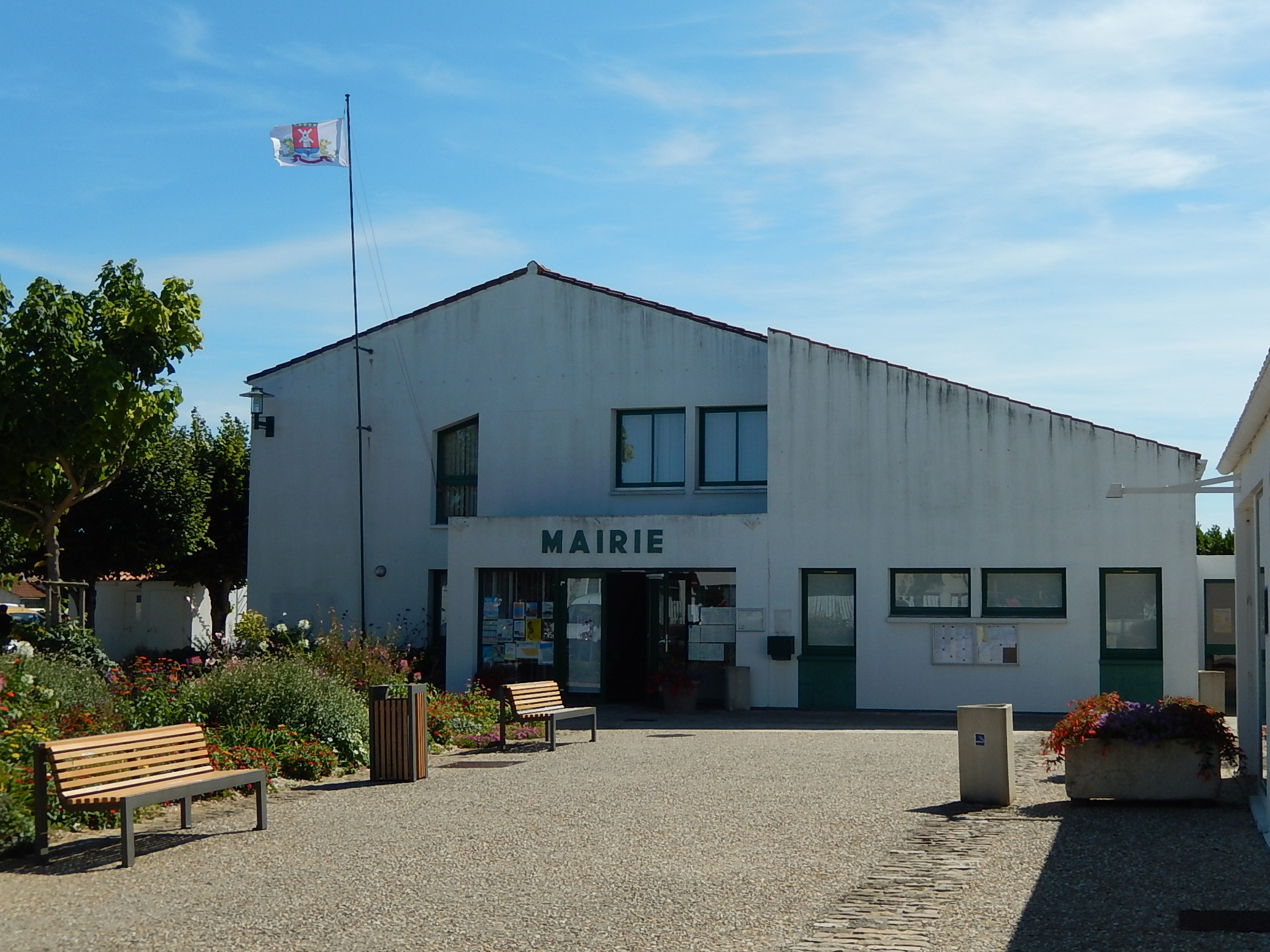
La mairie de la Brée-les-Bains.

| Période                                  | Période                 | Identité          | Étiquette | Qualité |
| ---------------------------------------- | ----------------------- | ----------------- | --------- | ------- |
| 13 mars 1953                             | 21 nov. 1953 (décès)    | Gaston Robert     |           |         |
|                                          |                         |                   |           |         |
| 19 déc. 1953                             | 15 mars 1959            | Olivier Monteau   |           |         |
| 21 mars 1959                             | 21 mars 1971            | Maurice Jarrion   |           |         |
| 21 mars 1971                             | 11 janvier 1972 (décès) | Louis-Marie Eches |           |         |
| 24 mars 1977                             | 27 juin 1985            | André Lefevre     | PCF       |         |
| 1985                                     | 1995                    | M. Chevrier       |           |         |
| 1995                                     | 2001                    | M. Chevrier       |           |         |
| 2001                                     | 2008                    | Yves Servat       |           |         |
| 2008                                     | 2014                    | Jean-Jacques Naud |           |         |
| 2014                                     | En cours                | Chantal Blanchard | DVD       |         |
| Les données manquantes sont à compléter. |                         |                   |           |         |

### Région
À la suite de la réforme administrative de 2014 ramenant le nombre de régions de France métropolitaine de 22 à 13, la commune appartient depuis le 1er janvier 2016 à la région Nouvelle-Aquitaine, dont la capitale est Bordeaux. De 1972 au 31 décembre 2015, elle a appartenu à la région Poitou-Charentes, dont le chef-lieu était Poitiers.

## Démographie

### Évolution démographique
L'évolution du nombre d'habitants est connue à travers les recensements de la population effectués dans la commune depuis 1954. Pour les communes de moins de 10 000 habitants, une enquête de recensement portant sur toute la population est réalisée tous les cinq ans, les populations de référence des années intermédiaires étant quant à elles estimées par interpolation ou extrapolation. Pour la commune, le premier recensement exhaustif entrant dans le cadre du nouveau dispositif a été réalisé en 2004.

En 2022, la commune comptait 695 habitants, en évolution de −0,43 % par rapport à 2016 (Charente-Maritime : +4,04 %, France hors Mayotte : +2,11 %).
| 1954 | 1962 | 1968 | 1975 | 1982 | 1990 | 1999 | 2004 | 2006 |
| ---- | ---- | ---- | ---- | ---- | ---- | ---- | ---- | ---- |
| 360  | 417  | 525  | 573  | 578  | 644  | 760  | 743  | 742  |

| 2009 | 2014 | 2019 | 2022 | - | - | - | - | - |
| ---- | ---- | ---- | ---- | - | - | - | - | - |
| 758  | 701  | 684  | 695  | - | - | - | - | - |

### Pyramide des âges
La population de la commune est relativement âgée.
En 2018, le taux de personnes d'un âge inférieur à 30 ans s'élève à 13,4 %, soit en dessous de la moyenne départementale (29 %). À l'inverse, le taux de personnes d'âge supérieur à 60 ans est de 61,3 % la même année, alors qu'il est de 34,9 % au niveau départemental.
En 2018, la commune comptait 321 hommes pour 368 femmes, soit un taux de 53,41 % de femmes, légèrement supérieur au taux départemental (52,15 %).
Les pyramides des âges de la commune et du département s'établissent comme suit.
| Hommes | Classe d’âge | Femmes |
| ------ | ------------ | ------ |
| 2,5    | 90 ou +      | 3,3    |
| 21,3   | 75-89 ans    | 22,5   |
| 35,1   | 60-74 ans    | 37,5   |
| 15,7   | 45-59 ans    | 15,6   |
| 11,6   | 30-44 ans    | 7,9    |
| 8,1    | 15-29 ans    | 7,1    |
| 5,6    | 0-14 ans     | 6,0    |

| Hommes | Classe d’âge | Femmes |
| ------ | ------------ | ------ |
| 1,1    | 90 ou +      | 2,6    |
| 10,1   | 75-89 ans    | 12,6   |
| 22     | 60-74 ans    | 23,2   |
| 20,1   | 45-59 ans    | 19,7   |
| 16,1   | 30-44 ans    | 15,6   |
| 15,2   | 15-29 ans    | 12,7   |
| 15,4   | 0-14 ans     | 13,6   |

## Culture locale et patrimoine

### Lieux et monuments

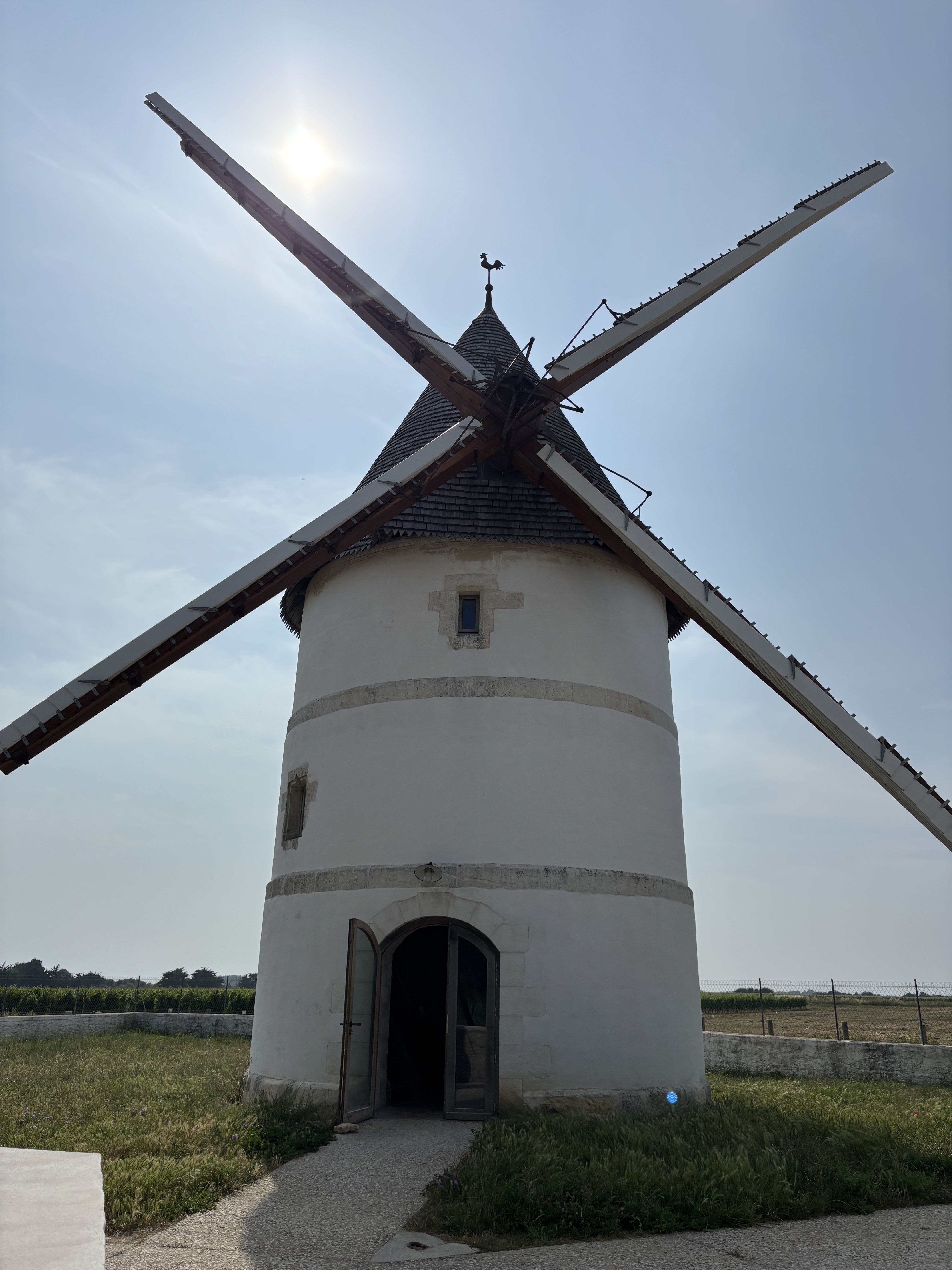
Le moulin de la Brée en 2025.

- L’église Notre-Dame de l'Assomption, construite en 1958 elle a été bénie le 20 septembre 1959.
- Le Moulin de la Brée "La Fontaine", du XVe siècle.

### Personnalités liées à la commune
La comédienne Sylvie Testud a une résidence secondaire dans la commune.